# 헌법재판소 도서 및 판례 심의위원회
헌법재판소 도서 및 판례 심의위원회는 헌법재판소 도서관의 자료선정, 자료교류, 헌법재판소공보 및 헌법재판소판례집 등에 게재할 판례의 선정에 관한 중요사항을 심의하기 위하여 설치된 대한민국 헌법재판소 소속 위원회이다.

## 설치 근거
- 헌법재판소법 제17조 제9항
  - 헌법재판소 사무기구에 관한 규칙 제12조 제4항 제2호
  - 헌법재판소 도서 및 판례 심의위원회 규칙(이하 '규칙')

## 구성
- 규칙 제2조 제1항에 따라, 위원회는 위원장 및 부위원장 각 1명을 포함하여 총 20명 이내의 위원으로 구성한다.
- 규칙 제2조 제2항에 따라, 위원장은 재판관회의의 의결을 거쳐 헌법재판소 재판관 중에서, 부위원장은 위원 중에서 헌법재판소장이 위촉 또는 임명하고, 규칙 제2조 제4항에 따라 위원장 및 위원의 임기는 2년으로 한다.
- 규칙 제2조 제3항에 따라 위원은 다음과 같은 자격을 가진 자 중에서 헌법재판소장이 위촉 또는 임명한다.
  - 법관·검사 또는 변호사의 자격이 있는 사람
  - 법학 또는 문헌정보학 조교수급 이상인 사람
  - 헌법재판소사무처(이하 “사무처”라 한다)에 근무하는 4급 이상 직원, 헌법연구관 또는 헌법연구관보
  - 헌법재판을 위한 조사연구 분야의 임기제공무원

## 같이 보기
- 대한민국 헌법재판소